# Жемчужная мечеть (Агра)
Мече́ть Моти, Моти масджид (урду موتی مسجد‎‎) — мечеть в Агре на территории Красного форта. Была построена в 1654 году при Шах-Джахане и предназначалась, вероятно, для членов его королевского суда. Название происходит от куполов, своим сиянием напоминающим блеск жемчуга. Красный форт Агры, где расположена мечеть, в 1983 году внесён в список Всемирного наследия ЮНЕСКО.

## Архитектура
Мечеть стоит под наклоном. Внутренний двор окружён галереями. Крыша с тремя куполами построена из легкого белого мрамора, стены — из красного песчаника. Вдоль парапета идёт ряд киосков в индуистском стиле. Здание имеет семь пролётов, разделённых на множество проходов, обрамлённых высокими арками.
В мечети находится молельный зал.

## Туризм
В 2018 году Жемчужная мечеть Агры была внесена во Всемирный список материальных объектов особой туристской привлекательности.